# Orthocladius lateralis
Orthocladius lateralis är en tvåvingeart som först beskrevs av Walker 1837.  Orthocladius lateralis ingår i släktet Orthocladius och familjen fjädermyggor. Inga underarter finns listade i Catalogue of Life.